# Europejskie Stowarzyszenie Konserwatoriów
Europejskie Stowarzyszenie Konserwatoriów (ang. AEC – Association of European Conservatoires) – ustanowiona w 1953 roku sieć z siedzibą w Utrechcie, zrzeszająca instytucje akademickie kształcące artystów muzyków. Obecnie należy do niej 273 członków z 55 krajów. W przypadku uczelni muzycznych występuje wiele nazw: uniwersytety muzyczne, akademie muzyczne, muzyczne szkoły wyższe, konserwatoria i in., dlatego obecnie stosowana jest także nazwa Association Europenne des Conservatories, Academies de Musique et Musikhochsulen.
Do AEC należy wszystkie osiem polskich uczelni muzycznych.